# Rue Jean-de-La-Fontaine (Nantes)
Pour les articles homonymes, voir Rue Jean-de-La-Fontaine.
La rue Jean-de-La-Fontaine est une voie de Nantes, en France.

## Situation et accès
Située dans le centre-ville de Nantes, la rue Jean-de-La-Fontaine est pavée et piétonne. Elle relie la rue Scribe à la rue Louis-Préaubert. Elle ne rencontre aucune autre voie.

## Origine du nom
Elle porte le nom du fabuliste Jean de La Fontaine (1621-1695).

## Historique
L'artère a été constituée dans les années 1960. Une nouvelle voie est tout d'abord tracée dans le prolongement de la rue Molière, après destruction de bâtiments existants. Puis la rue est constituée en totalité après la refonte de l'îlot situé entre les rues Lekain, Scribe et rue du Chapeau-Rouge. Le tracé de la rue englobe alors le nouveau segment nord de la rue Molière et une partie du « passage des Écoles », dont il ne reste qu'une petite portion, et qui allait auparavant jusqu'à la rue du Chapeau-Rouge, sur une section qui forme maintenant l'est de la rue Louis-Préaubert.
Elle porte son nom actuel à la suite d'une délibération du conseil municipal du 26 juin 1961.

## Voies latérales

### Passage des Écoles
Il relie la rue Jean-de-La-Fontaine à la rue Scribe au no 12 de celles-ci. Son nom rappelle l’établissement libre, dites « Ecole des Apprentis de la Société Industrielle ».

### Coordonnées des lieux mentionnés
1. ↑  Passage des Écoles : 47° 12′ 50″ N, 1° 33′ 40″ O